# カオリノヴォ
カオリノヴォ（ブルガリア語: Каолѝново, ラテン文字転写: Kaolinovo）は、ブルガリア北東部のシュメン州北部にある町。同名のカオリノヴォ市の行政の中心地である。人口は1538人（2009年12月）。
町名は良質のカオリナイト（カオリン石）が豊富に産することに由来する。その埋蔵量は6500万トンとされる。